# Wiedensahl
Wiedensahl è un comune mercato di 1.067 abitanti della Bassa Sassonia, in Germania.
Appartiene al circondario (Landkreis) di Schaumburg (targa SHG) ed è parte della comunità amministrativa (Samtgemeinde) di Niedernwöhren.